# Pfaffenhausen
Pfaffenhausen é um município da Alemanha, situado no distrito da Baixa Algóvia, no estado da Baviera. Tem 21,11 km² de área, e sua população em 2019 foi estimada em 2 626 habitantes.